# Chicago Film Critics Association Award/Beste Kamera
Preis der Chicago Film Critics Association: Beste Kamera
Gewinner (blau markiert) und Nominierte des Chicago Film Critics Association Awards in der Kategorie Beste Kamera (Best Cinematography). Die US-amerikanische Filmkritikervereinigung gibt alljährlich Mitte Dezember ihre Auszeichnungen für die besten Filmproduktionen und Filmschaffenden des laufenden Kalenderjahres bekannt. Diese werden wie bei der Oscar- oder Golden-Globe-Verleihung aus fünf Nominierten ausgewählt.
Roger Deakins ist der Kameramann mit den meisten Nominierungen (10). Diese führten zu zwei Auszeichnungen. Emmanuel Lubezki hat die meisten Auszeichnungen (3)-sechsmal war er nominiert. Janusz Kamiński hat acht Nominierungen, die zu einer Auszeichnung führte.

## 1990er
| Jahr | Preisträger                     | Deutscher Titel                 | Quelle |
| ---- | ------------------------------- | ------------------------------- | ------ |
| 1990 | Dean Semler                     | Der mit dem Wolf tanzt          | [ 1 ]  |
| 1991 | Roger Deakins                   | Barton Fink                     | [ 2 ]  |
| 1992 | Michael Ballhaus                | Bram Stoker’s Dracula           | [ 3 ]  |
| 1993 | Janusz Kamiński                 | Schindlers Liste                | [ 4 ]  |
| 1994 | Kein Preis verliehen            | Kein Preis verliehen            |        |
| 1995 | Darius Khondji                  | Sieben                          | [ 5 ]  |
| 1995 | Dean Cundey                     | Apollo 13                       | [ 6 ]  |
| 1995 | Matthew F. Leonetti             | Strange Days                    | [ 6 ]  |
| 1995 | Emmanuel Lubezki                | Dem Himmel so nah               | [ 6 ]  |
| 1995 | Dante Spinotti                  | Heat                            | [ 6 ]  |
| 1995 | Haskell Wexler                  | Das Geheimnis des Seehund-Babys | [ 6 ]  |
| 1996 | John Seale                      | Der englische Patient           | [ 7 ]  |
| 1996 | Roger Deakins                   | Fargo                           | [ 8 ]  |
| 1996 | Darius Khondji                  | Evita                           | [ 8 ]  |
| 1996 | Chris Menges                    | Michael Collins                 | [ 8 ]  |
| 1996 | Robby Müller                    | Dead Man                        | [ 8 ]  |
| 1997 | Russell Carpenter               | Titanic                         | [ 9 ]  |
| 1997 | Roger Deakins                   | Kundun                          | [ 10 ] |
| 1997 | Frederick Elmes                 | Der Eissturm                    | [ 10 ] |
| 1997 | Dante Spinotti                  | L.A. Confidential               | [ 10 ] |
| 1997 | Sacha Vierny                    | Die Bettlektüre                 | [ 10 ] |
| 1998 | John Toll                       | Der schmale Grat                | [ 11 ] |
| 1998 | Remi Adefarasin                 | Elizabeth                       | [ 12 ] |
| 1998 | Tak Fujimoto                    | Menschenkind                    | [ 12 ] |
| 1998 | Janusz Kamiński                 | Der Soldat James Ryan           | [ 12 ] |
| 1998 | Robert Richardson               | Der Pferdeflüsterer             | [ 12 ] |
| 1999 | Robert Richardson               | Schnee, der auf Zedern fällt    | [ 13 ] |
| 1999 | Conrad L. Hall                  | American Beauty                 | [ 14 ] |
| 1999 | Stanley Kubrick und Larry Smith | Eyes Wide Shut                  | [ 14 ] |
| 1999 | Emmanuel Lubezki                | Sleepy Hollow                   | [ 14 ] |
| 1999 | John Seale                      | Der talentierte Mr. Ripley      | [ 14 ] |

## 2000er
| Jahr | Preisträger | Deutscher Titel                                              | Quelle |
| ---- | --- | ------------------------------------------------------------ | ------ |
| 2000 | Peter Pau | Tiger and Dragon                                             | [ 15 ] |
| 2000 | Steven Soderbergh alias Peter Andrews | Traffic – Macht des Kartells                                 | [ 16 ] |
| 2000 | Don Burgess | Verschollen                                                  | [ 16 ] |
| 2000 | Roger Deakins | O Brother, Where Art Thou?                                   | [ 16 ] |
| 2000 | John Mathieson | Gladiator                                                    | [ 16 ] |
| 2001 | Andrew Lesnie | Der Herr der Ringe: Die Gefährten                            | [ 17 ] |
| 2001 | Roger Deakins | The Man Who Wasn’t There                                     | [ 18 ] |
| 2001 | Peter Deming | Mulholland Drive – Straße der Finsternis                     | [ 18 ] |
| 2001 | Christopher Doyle und Ping Bin | In the Mood for Love                                         | [ 18 ] |
| 2001 | Janusz Kamiński | A.I. – Künstliche Intelligenz                                | [ 18 ] |
| 2001 | Donald McAlpine | Moulin Rouge!                                                | [ 18 ] |
| 2002 | Ed Lachman | Far from Heaven                                              | [ 19 ] |
| 2002 | Michael Ballhaus | Gangs of New York                                            | [ 20 ] |
| 2002 | Conrad L. Hall | Road to Perdition                                            | [ 20 ] |
| 2002 | Janusz Kamiński | Minority Report                                              | [ 20 ] |
| 2002 | Andrew Lesnie | Der Herr der Ringe: Die zwei Türme                           | [ 20 ] |
| 2003 | Lance Acord | Lost in Translation                                          | [ 21 ] |
| 2003 | Thierry Machado, Claude Nuridsany, Marie Pérennou, Hugues Ryffel, Ernst Sasse, Olli Barbé, Michel Benjamin, Sylvie Carcedo, Laurent Charbonnier, Luc Drion, Laurent Fleutot, Philippe Gargui, Dominique Gentil, Bernard Lutic, Stéphane Martin, Fabrice Moindrot, Michel Terrasse, Thierry Thomas | Nomaden der Lüfte – Das Geheimnis der Zugvögel               | [ 22 ] |
| 2003 | Russell Boyd | Master & Commander – Bis ans Ende der Welt                   | [ 22 ] |
| 2003 | Andrew Lesnie | Der Herr der Ringe: Die Rückkehr des Königs                  | [ 22 ] |
| 2003 | John Seale | Unterwegs nach Cold Mountain                                 | [ 22 ] |
| 2003 | Eduardo Serra | Das Mädchen mit dem Perlenohrring                            | [ 22 ] |
| 2004 | Christopher Doyle | Hero                                                         | [ 23 ] |
| 2004 | Robert Richardson | Aviator                                                      | [ 23 ] |
| 2005 | Rodrigo Prieto | Brokeback Mountain                                           | [ 24 ] |
| 2005 | Robert Elswit | Good Night, and Good Luck                                    | [ 25 ] |
| 2005 | Janusz Kamiński | München                                                      | [ 25 ] |
| 2005 | Andrew Lesnie | King Kong                                                    | [ 25 ] |
| 2005 | Emmanuel Lubezki | The New World                                                | [ 25 ] |
| 2005 | Roman Osin | Stolz und Vorurteil                                          | [ 25 ] |
| 2006 | Emmanuel Lubezki | Children of Men                                              | [ 26 ] |
| 2006 | Michael Ballhaus | Departed – Unter Feinden                                     | [ 27 ] |
| 2006 | Matthew Libatique | The Fountain                                                 | [ 27 ] |
| 2006 | Rodrigo Prieto | Babel                                                        | [ 27 ] |
| 2006 | Tom Stern | Letters from Iwo Jima                                        | [ 27 ] |
| 2007 | Roger Deakins | Die Ermordung des Jesse James durch den Feigling Robert Ford | [ 28 ] |
| 2007 | Roger Deakins | No Country for Old Men                                       | [ 29 ] |
| 2007 | Robert Elswit | There Will Be Blood                                          | [ 29 ] |
| 2007 | Janusz Kamiński | Schmetterling und Taucherglocke                              | [ 29 ] |
| 2007 | Seamus McGarvey | Abbitte                                                      | [ 29 ] |
| 2008 | Wally Pfister | The Dark Knight                                              | [ 30 ] |
| 2008 | Anthony Dod Mantle | Slumdog Millionär                                            | [ 31 ] |
| 2008 | Claudio Miranda | Der seltsame Fall des Benjamin Button                        | [ 31 ] |
| 2008 | Mandy Walker | Australia                                                    | [ 31 ] |
| 2008 | Colin Watkinson | The Fall                                                     | [ 31 ] |
| 2009 | Barry Ackroyd | Tödliches Kommando – The Hurt Locker                         | [ 32 ] |
| 2009 | Lance Acord | Wo die wilden Kerle wohnen                                   | [ 33 ] |
| 2009 | Mauro Fiore | Avatar – Aufbruch nach Pandora                               | [ 33 ] |
| 2009 | Greig Fraser | Bright Star                                                  | [ 33 ] |
| 2009 | Robert Richardson | Inglourious Basterds                                         | [ 33 ] |

## 2010er
| Jahr | Preisträger          | Deutscher Titel                   | Quelle |
| ---- | -------------------- | --------------------------------- | ------ |
| 2010 | Wally Pfister        | Inception                         | [ 34 ] |
| 2010 | Jeff Cronenweth      | The Social Network                | [ 35 ] |
| 2010 | Roger Deakins        | True Grit                         | [ 35 ] |
| 2010 | Matthew Libatique    | Black Swan                        | [ 35 ] |
| 2010 | Robert Richardson    | Shutter Island                    | [ 35 ] |
| 2011 | Emmanuel Lubezki     | The Tree of Life                  | [ 36 ] |
| 2011 | Manuel Alberto Claro | Melancholia                       | [ 36 ] |
| 2011 | Janusz Kamiński      | Gefährten                         | [ 36 ] |
| 2011 | Robert Richardson    | Hugo Cabret                       | [ 36 ] |
| 2011 | Newton Thomas Sigel  | Drive                             | [ 36 ] |
| 2012 | Mihai Mălaimare      | The Master                        | [ 37 ] |
| 2012 | Roger Deakins        | Skyfall                           | [ 37 ] |
| 2012 | Greig Fraser         | Zero Dark Thirty                  | [ 37 ] |
| 2012 | Janusz Kamiński      | Lincoln                           | [ 37 ] |
| 2012 | Claudio Miranda      | Life of Pi: Schiffbruch mit Tiger | [ 37 ] |
| 2013 | Emmanuel Lubezki     | Gravity                           | [ 38 ] |
| 2013 | Sean Bobbitt         | 12 Years a Slave                  | [ 39 ] |
| 2013 | Roger Deakins        | Prisoners                         | [ 39 ] |
| 2013 | Bruno Delbonnel      | Inside Llewyn Davis               | [ 39 ] |
| 2013 | Hoyte van Hoytema    | Her                               | [ 39 ] |